# Linchamiento en San Cristo
El linchamiento en San Cristo fue un linchamiento realizado el 29 de octubre de 2024 en la localidad peruana de San Cristo, Piura, que culminó con dos delincuentes muertos.

## Acontecimientos
En la localidad de San Cristo, ubicada en la provincia de Sechura, se reportó el incremento de robos en la zona. El 29 de octubre de 2024, dos delincuentes, identificados como Jerson Santos Ordoño y Calixto Fernández Quintana, fueron sorprendidos por los pobladores mientras intentaban robar un motofurgón. Luego de ser capturados y maniatados por la población, la policía los trasladó a un vehículo. En medio del camino, un grupo de pobladores empezaron a agredir a los delincuentes. A pesar de que la policía intentó dispersar a los pobladores, reportándose que uno de ellos disparó al aire, los pobladores bajaron a los delincuentes del vehículo y empezaron a lincharlos. Los pobladores empezaron a transmitir por redes sociales la acción mientras los delincuentes eran desnudados, golpeados, rociados con gasolina y atados a la parte trasera del motofurgón. Un grupo de familiares de los delincuentes suplicaron a la población que no les hicieran daño, pero no les hicieron caso. Producto del linchamiento, se reportó que uno de los delincuentes, Santos Ordoño, falleció producto de los golpes, Fernández, mientras tanto, fue traslado a un recinto médico.
Aunque inicialmente se reportó que Fernández había muerto, luego se supo que se encontraba al cuidado de sus familiares. Se reportó que familiares de los delincuentes realizaron disturbios en el Bajo Piura. Además, se reportó ataques al mercadillo de San José debido a que en el lugar laboraban familiares de las personas involucradas en la detención de los delincuentes.